# هانس هيلدبراند
هانس هيلدبراند (بالسويدية: Hans Hildebrand)‏ هو عالم آثار سويدي، ولد في 5 أبريل 1842 في أبرشية ماريا ماغدلينا ‏ في السويد، وتوفي في 2 فبراير 1913 في Oscar Parish ‏ في السويد.